# 秦野敦崇
秦野 敦崇（はたの のぶたか、1977年2月11日 - 2014年11月14日）は、日本の俳優。アイリンク、劇団『愛伝一家』に所属していた。

## 出演作品

### 映画
- おやじ男優Z（池島ゆたか監督）
- 大性豪（リー・コンロッ監督）
- 謝罪の王様（水田伸生監督）
- アスペルガー・レイヴ（遠藤一平監督、ゆうばり国際ファンタスティック映画祭出展作品）
- 水色キネマ（山本暁監督）
- 捕鯨（渡辺一樹監督）
- △サンカク（渡辺一樹監督）

### テレビドラマ
- 俺のダンディズム
- リアル脱出ゲームTV2
- LINK
- 孤独のグルメSeason3 第8話 （2013年8月28日、テレビ東京） - 中年男性客A  役
- 獣電戦隊キョウリュウジャー
- ホラーアクシデンタル
- 水曜ミステリー9「刑事吉永誠一 涙の事件簿11」
- トッカン -特別国税徴収官-

### CM
- KIRIN キリンビール「濃い味」
- バンダイナムコゲームス「AKB481/149恋愛総選挙」高橋みなみ編

### TV
- Mr.サンデー
- 55周年特別番組 「よど号ハイジャック事件」
- 玉の輿にのったのに、その後ドン底に落ちた女たちスペシャル
- 爆報! THE フライデー
- 所さんの目がテン!
- 渋谷DEどーも2013
- ムジカ・ピッコリーノ
- BSブランチ

### 舞台
- サンタクインテット
- Lullaby(SPACE107)
- FESTA-1000(SPACE107)
- で くれしぇんど(アイピット目白)
- セブンデブ(池袋シアターグリーンBox in Box)
- play X music (東中野ポレポレ座)
- ツキの王女〜のっとりリンリンの六日間(大塚萬劇場)
- Memory of the moment(東京芸術劇場小ホール2)
- Seventh night July(東京芸術劇場小ホール2)
- Alice(池袋シアターグリーンBigtree theater)
- Hellish〜1マス進む〜(アイピット目白)
- かりすま(シアターV赤坂)
- from island(アイピット目白)
- 螺旋の果てに(池袋小劇場)
- さざんか(大塚萬スタジオ)
- オーバードライブ (江古田ストアハウス）
- レミング〜世界の涯てまで連れてって〜(参宮橋トランスミッション)